# Рейбниц, Карл Павлович
Карл Павлович Рейбниц (18 июня 1782 — 15 октября 1843, Санкт-Петербург) — командующий Отдельным корпусом внутренней стражи, член Военного совета Российской империи, генерал от инфантерии.

## Биография
Происходил из дворян Курляндской губернии.
18 января 1798 года поступил на военную службу в Тобольский пехотный полк подпрапорщиком; служил в этом полку до 1814 года, пройдя все ступени офицерской службы от подпрапорщика до полковника. 6 августа 1798 года произведён в прапорщики. В 1799 году участвовал в Голландской экспедиции против французской армии (предположительно в сводном гренадерском батальоне Тимофеева, сформированном из рот Тобольского (Ферзена) и Днепровского мушкетерских полков). 5 октября 1799 года произведён в подпоручики, 23 июня 1803 году — в поручики.
В 1806—1807 годах участвовал в боях против французской армии: Пултуск, Янов, Ландсберг, Прейсиш-Эйлау (где получил пулевое ранение в левый бок).
27 ноября 1807 года произведён в штабс-капитаны, 24 августа 1810 года — в капитаны, 10 марта 1812 года — в майоры.
Участвовал в Отечественной войне 1812 года — в боях при Смоленске, Гедеоново, Бородино, Рождествено, Малоярославце, Вязьме. 20 августа 1812 года произведён в подполковники.
В 1813—1814 годах участвовал в Заграничных походах — в боях при Калише, Лютцене, Бишофтсверде, Бауцене, Кенигштейне, Пирне, Кульме, Ноллендорфе, Альтенбурге, Лейпциге (получил ранение в грудь), Арси, Париже. 13 мая 1813 года произведён в полковники.
С 16 мая 1814 года являлся шефом 4-го егерского полка, а с 1 сентября 1814 года — командиром этого же полка. 1 января 1819 года назначен командиром 1-й бригады 24-й пехотной дивизии с производством в генерал-майоры.
3 мая 1827 года назначен начальником 25-й (с 1833 года — 17-я) пехотной дивизии. Организовал ведение разведки в принадлежавшей Австрийской империи Галиции, в стратегически важном округе Лемберг. 22 сентября 1829 года произведён в генерал-лейтенанты. В 1831 году участвовал в кампании против польских повстанцев — в сражениях при Венгруве, Станиславове, Вавре, Кавенчине (ранен в левое плечо), Грохове.
28 января 1836 года назначен начальником 12-й пехотной дивизии. С 30 августа 1839 года член Военного совета Российской империи, с апреля 1840 года одновременно командующий Отдельным корпусом внутренней стражи. 25 марта 1843 года уволен от последней должности по состоянию здоровья с оставлением членом Военного совета.
По случаю рождения у Цесаревича Александра Николаевича сына Николая, старшего внука Императора Николая I, 10 октября 1843 года состоялось массовое производство в высшие военные чины; в числе других старших генералов был произведён в чин генерала от инфантерии и член Военного совета Рейбниц. Однако его состояние уже было безнадёжно и пять дней спустя, 15 октября, он скончался в Санкт-Петербурге и 19 октября был исключён из списков умершим. Похоронен на Волковом лютеранском кладбище.
На его могиле была выбита следующая эпитафия:

Жена и дети оплакивают незабвенную утрату: знавшие его памятствуют сердцем. В жизни человеческой он был истинный христианин, добрый супруг, чадолюбивый отец, друг ближних; на поприще гражданском — верный слуга царю и отечеству, заслуженный воин, генерал от инфантерии, командовавший корпусом внутренней стражи и член Военного совета

Сын Карла Павловича Константин Карлович Рейбниц был генерал-лейтенантом, командиром лейб-гвардии Измайловского полка, начальником 23-й пехотной дивизии, членом Александровского комитета о раненых; похоронен вместе с отцом на Волковом лютеранском кладбище. Там же похоронены другие дети Карла Павловича — отставной полковник Евгений Карлович Рейбниц (1820—1883) и девица Луиза Карловна Рейбниц (1822—1849).

## Награды
Рейбниц имел знак отличия за XL лет беспорочной службы, золотой крест за Прейсиш-Эйлау и был награждён многими орденами, в их числе:
- Орден Святого Владимира 4-й степени с бантом (1812 год)
- Орден Святой Анны 2-й степени (3 июня 1813 года; алмазные знаки этого ордена пожалованы в том же году)
- Прусский орден Pour le Mérite (1813 год)
- Золотая шпага за храбрость (1813 год)
- Орден Святого Владимира 3-й степени (10 декабря 1814 года)
- Орден Святого Георгия 4-й степени (26 ноября 1816 года; № 3172 по)
- Орден Святой Анны 1-й степени (1829 год; императорская корона к этому ордену пожалована в том же году)
- Орден Святого Владимира 2-й степени (1831 год)
- Польский знак отличия «За военное достоинство» (Virtuti Militari) 2-й степени (1832 год)
- Орден Белого орла (1837 год)
- Орден Святого Александра Невского (16 апреля 1841 года)